# Robert Cahen
Robert Cahen (Valence, 1945) è un artista francese.
È soprattutto videoartista, ma anche fotografo e compositore. Dopo il periodo di studio e lavoro trascorso a Parigi, dal 1997 è tornato ad abitare in Alsazia dove è cresciuto.
Dal 1971 ha realizzato oltre 70 opere, che comprendono film, film fotografici, video e video-installazioni. Ha realizzato opere sulla musica, la danza, il teatro e l'arte. I suoi video sono stati trasmessi da emittenti televisive ed esposti in mostre di molti paesi, presso musei e festival, tra cui Paris Biennale; Museum of Modern Art di New York; American Film Institute National Video Festival di Los Angeles; World Wide Video Festival di L'Aja; International Center of Photography di New York; Documenta 8, Kassel, Germania; FestRio, Brasile; Festival di Locarno.

## Formazione
Alla fine degli anni sessanta, Robert Cahen si trasferisce a Parigi per studiare musica e segue i corsi di Pierre Schaeffer al GRM (Groupe de recherches musicales), un dipartimento fondato dallo stesso Schaeffer all'interno della Radiotelevisione Francese e in seguito diventato parte del Conservatorio Superiore di Musica di Parigi.
Nel 1971 si diploma in musica fondamentale e applicata all'audiovisivo, relatore sempre lo stesso Schaeffer.
Pierre Schaeffer è stato un teorico della musica concreta e compositore; ed è proprio questo genere di musica che studia e poi compone Cahen. La caratteristica principale della musica concreta è che esiste solo registrata su un supporto. I suoni, che possono essere tradizionali brani musicali, rumori d'ambiente e suoni prodotti elettronicamente vengono registrati e montati e anche trasformati con effetti di scivolamento, di eco, di reversibilità, di sovrapposizione, di stratificazione. La musica concreta sarà un elemento fondamentale nella videoarte di questo autore francese.
Accanto agli studi di musica dove lavorava Cahen nell'organismo radiotelevisivo pubblico francese c'erano gli studi dell'immagine con nuovissime strumentazioni che nessuno sapeva ancora usare. È così che Cahen si avvicina alla nuova arte del video. Con i nuovi strumenti, allo stesso modo della musica concreta, inizia a manipolare immagini preesistenti, fotografie, spezzoni di film, e altri materiali visivi trovati negli studi, per fare i suoi primi video. 
Con il suo primo video, Portrait de famille del 1971, ottiene un contratto di ricerca come compositore e come responsabile del laboratorio video sperimentale del Service de la Recherche, all'interno dell'organismo radiotelevisivo francese.

## Carriera artistica
Sandra Lischi, nel suo libro Il respiro del tempo – Cinema e video di Robert Cahen (3ª edizione, ETS Pisa, 2009), propone una suddivisione in tre periodi delle opere di Cahen. La suddivisione è concettuale e si riferisce a un diverso approccio all'arte del video dell'autore francese, ma può ricalcare grosso modo una suddivisione per decenni.

### Anni '70
Gli anni '70 sono stati il decennio in cui è nata la videoarte e i video di Cahen, come quelli della maggior parte dei video artisti che hanno lavorato in questo periodo, sono caratterizzati dalla sperimentazione del mezzo stesso e delle varie tecniche a disposizione.
In questi anni Cahen lavora quasi sempre su pellicola. I suoi primi lavori sono soprattutto film fotografici: Portrait de famille (1971, ritratto dei componenti del Groupe de recherches musicales fondato da Pierre Schaeffer nel 1958), Poupées... qu'on les appelle (1972, foto di bambole), Images du Carnavel de Bale (1973), Ici repose (1977, su un cimitero in Alsazia) fino a Karine (1976).
Karine (1976) è costruito con un centinaio di fotografie di una bambina e qualche sequenza filmata. Il personaggio è reale: è la figlia di una coppia di amici che Cahen fotografa dal giorno della nascita fino all'età di sei anni. Le fotografie sono riprese e montate in ordine non cronologico, in rapide o lente successioni e compongono la storia senza parole di una crescita. Tra le fotografie ci sono brevi riprese cinematografiche e un effetto sorpresa: gli occhi di Karine sempre statici nelle fotografie improvvisamente si muovono. La colonna sonora, ottenuta campionando varie puntine alla fine di un disco, è composta da Cahen insieme a Michel Chion, anch'egli membro del Groupe de recherches musicales che collaborerà a molti suoi lavori.
Seguono, tra gli altri, Sans titre (1977), L'eclipse, Horizontales couleurs (1979), L'entr'aperçu (1980). Lavori sperimentali sui quali infatti ha utilizzato lo Spectron (sintetizzatore di origine inglese, messo a punto da Moukhouse, che produce soprattutto rigature). L'entr'aperçu, che significa visto attraverso, fa anche uso di fotografie e spezzoni di film, western e drammi sentimentali (con Jeanne Moreau, Napoléon di Abel Gance, L'Atalante di Jean Vigo).
Sempre a questo decennio appartiene Sur le quai (1978). Breve film che usa soprattutto l'effetto del rallentamento, all'epoca usato solo per le riprese sportive. È la ripresa in un unico piano sequenza dei viaggiatori fermi sul binario e il lentissimo arrivo del treno. Citazione di Arrivée d'un train dei Fratelli Lumière, girato con una cinepresa ad alta velocità (200 immagini al secondo) che rende quasi impercettibili i movimenti delle persone e del treno. La tematica del confine tra movimento e immobilità è fondamentale nel lavoro di Cahen. Dice infatti: «Io rallento le immagini non per abbellire, ma per far vedere meglio l'invisibile, per trattenere ciò che c'è di migliore. Soggettività di una nozione di tempo buono, di tempo trattenuto.»
Arrêt sur marche è del 1979. Il titolo è un'espressione in gergo tecnico che significa fermo immagine. È girato a Mulhouse, dove Cahen è cresciuto e precisamente nella sua casa natale, nella stazione e nel tribunale (dove lavorava il padre), in un treno. Alla base di quest'opera, a differenza delle precedenti, Cahen ha scritto prima una sceneggiatura. Dopo questo lavoro e per i seguenti dieci anni, lavorerà sempre in video.

### Anni '80
Finiti gli anni della novità, gli anni '80 sono caratterizzati in Cahen, come anche in altri artisti del video, da una ricerca della narrazione. Spiega Sandra Lischi nel suo libro:
(Sandra Lischi, Il respiro del tempo. Cinema e Video di Robert Cahen, Edizioni ETS, 2002, p 38-39))
I primi due video di questo decennio sono La gare de Lyon e Le Musée Gustave Moreau (1980). Entrambi i video fanno parte della serie Paris pour memoire, un progetto che Cahen propone all'allora direttore dell'I.N.A. e creatore della nascente Vidéothèque de Paris. Il progetto intende esplorare la memoria della città.
Place de la Concorde è del 1982 e può essere considerato una specie di prototipo del successivo Cartes postales. Riprende la famosa piazza parigina dal crepuscolo alla notte nel momento in cui si accendono le luci, le macchine si fermano e poi ripartono, e la fontana ripete a intervalli la cascata luminosa.
Juste le temps è del 1983 ed è considerato da molti critici (tra cui Sandra Lischi e Marco Maria Gazzano) l'opera della maturità di Robert Cahen e uno dei più importanti video di tutta la storia della videoarte. Con quest'opera l'artista francese esce dallo sperimentalismo, caratteristico del decennio degli anni settanta. Ci sono due attori (un uomo e una donna) – elemento nuovo per Cahen – ma non ci sono né dialoghi né parole. All'interno di uno scompartimento di un treno in movimento è seduta una donna che legge, si sistema i capelli, si addormenta; l'uomo cammina lentamente per il corridoio, poi si siede vicino al finestrino. Le immagini dell'interno del treno si alternano con quelle del paesaggio fuori. Non c'è però intento narrativo se non quello di raccontare un viaggio in treno. A Cahen interessa mostrare che quando si guarda lontano non si coglie la stessa cosa di quando si guarda vicino. Le immagini vicine viste dal finestrino di un treno in movimento vanno via veloci, mentre quelle lontane possono essere osservate con più calma. Protagonista potrebbe essere proprio il paesaggio.
Le immagini vengono trattate con l'oscilloscopio che consente variazioni di spessore delle immagini.
La concezione sonora è ancora di Michel Chion: rumori di tonfi, rumore del treno, voci di bambini che urlano, rumore di campane, sospensione del rumore, pause improvvise.
Boulez-Répons (1985). È il video più lungo, dura 43 minuti ed è sulla composizione Répons di Pierre Boulez, direttore dell'IRCAM (Institut de Recherche et Coordination Acoustique/Musique), compositore e direttore d'orchestra. La prima versione di Répons è del 1981 ed è composta per due pianoforti, arpa, vibrafono, glockenspiel, cimbalo, orchestra e nastro magnetico. Al momento delle riprese erano state composte altre tre versioni diverse. La rappresentazione del concerto non è di tipo convenzionale: ci sono asincronismi fra lo scorrere della musica e i gesti dei musicisti; rallentamenti; dissolvenze incrociate; sovraimpressioni, immagini aggiuntive ad esempio di un danzatore, del mare, di boschi, di paesaggi campestri. Musica e immagini si mescolano e si influenzano a vicenda.
Cartes postales vidéo (1984-86). Sono più di 400, durano 30 secondi ciascuna e sono state girate insieme a Stéphane Huter e Alain Longuet a Roma, Algeri, Lisbona, Egitto, Islanda, Canada, New York, Londra, Parigi, Costa Azzurra, Provenza. Si tratta di una ripresa video bloccata e trasformata in foto, un fermo immagine, un'inquadratura classica, che ricorda una cartolina postale con tanto di didascalia che però inaspettatamente si anima. Il movimento svela il trucco: non era una cartolina. L'azione è inattesa, certe volte comica, o peculiare: un gatto che muove la coda a tempo di musica attraversando la piazza, il rumore di una mosca che vola. Altre volte questi istanti non sono naturalistici ma ottenuti con effetti in post produzione (modifiche di colore, di velocità). Le Cartes postales sono probabilmente l'opera più conosciuta di Cahen, trasmesse anche da molte emittenti televisive, tra cui alcune italiane.
Regards/Danse (1986). Il video fu commissionato dal Musée d'Orsay per mostrare il rapporto tra pittori e danza; Cahen lavora su Degas. Nel suo video sceglie di non mostrare neanche un fotogramma con l'immagine dei quadri di Degas; invece mostra lo sguardo del pittore impressionista attraverso le riprese di ballerine che stanno eseguendo delle prove.
Istantanés (1987). Commissionate dall'IRCAM. Sono tre video di tre minuti ciascuno che ritraggono tre giovani musicisti contemporanei: Marco Stroppa, Thierry Lancino e Philippe Manoury.
In Montenvers et mar de glace del 1987 la ricerca di una narratività è più evidente. Realizzato con Stéphane Huter, il video racconta una gita turistica in montagna. Ci sono un attore, delle comparse e uno sviluppo temporale. Al centro del racconto sono le avventure di un personaggio che ricorda Jacques Tati. Ancora non ci sono parole. Già dalla prima inquadratura si fa riferimento al cinema col titolo in semicerchio intorno al monte che ricorda il cerchio di stelline della Paramount. Un altro richiamo al cinema è la suddivisione in inquadrature. La musica è ricavata dalle colonne sonore di un compositore dei film di Alfred Hitchcock, Bernard Herrmann, più altre musiche da cartone animato. Sempre parte della colonna sonora sono i rumori, alcuni dei quali vengono evidenziati, come il dispiegare di una grande mappa nel treno che porta i gitanti verso la montagna, o un cagnolino che improvvisamente abbaia. Il video è stato realizzato per la prima serie di un programma internazionale chiamato Time code dedicato alla raffigurazione dello spirito dei luoghi.
Parcelle de ciel (1987). Primo video di Cahen sulla danza: in questo caso è uno spettacolo dallo stesso titolo del video, della coreografa Susan Buirge. La coreografia comprende otto ballerini che vengono ripresi su una pedana mentre ballano. Cahen si concentra in particolare su un'immagine della coreografia: quella di una ballerina che cade con le spalle al pavimento, un movimento che nello spettacolo avviene una sola volta, ma che il videografo francese ripete più volte, anche all'indietro. Le immagini poi vengono trasformate usando rallentamenti, interruzioni e trattate con l'oscilloscopio che trasforma i corpi in onde, tracce e scie luminose.
Per Le deuxième jour (1988), riceve una commissione da un centro d'arte newyorkese, Kitchen, che gli chiede di mettere in immagini un brano di 8-10 minuti del jazzista John Zorn intitolato Godard, ça vous chante? (un omaggio al regista francese della Nouvelle Vague, Godard). Il titolo del video è una frase che lo stesso Zorn pronuncia durante il brano musicale. Il video dura otto minuti e si apre e si chiude con l'immagine serena di una distesa d'acqua su cui si specchiano le nuvole, che contrasta con le immagini rumorose nella parte centrale del video della città di New York. Una figura di donna orientale appare e scompare tra le immagini metropolitane. Come nei precedenti lavori di Cahen, le immagini vengono poi modificate con l'oscilloscopio, la ricoloritura, le sovraimpressioni, le accelerazioni e i rallentamenti. Il montaggio è di Erméline Mézo, con cui Cahen lavorerà anche in Hong Kong Song.
Hong Kong Song (1989) si inserisce in un progetto, Urbansonic, interessato a raccogliere e mostrare le sonorità urbane. Cahen con l'aiuto di un tecnico del suono registra i suoni della città di Hong Kong. Ne viene fuori il ritratto di città a partire dai suoi suoni, dai rumori d'ambiente: il vociare della folla, un martello pneumatico, pezzi di programmi radiofonici. Le immagini mostrano il mare percorso da battelli, i grattacieli, i tram multicolori, le strade luminose, il mercato, i panni che asciugano al vento, un aereo che passa sfiorando i tetti e 'una donna che canta che apre e chiude l'opera.
Anche Chili impressions è del 1989 ed è legato al festival franco-cileno di video arte che prevede che gli artisti invitati creino un'opera sul paese che li ospita. Il video dura dodici minuti ed è realizzato ancora in collaborazione con Erméline Le Mézo. Come commento c'è una poesia di Pablo Neruda, Canto general de Chile: i versi si sentono in voice over in spagnolo e passano scritti su uno sfondo nero in lingua francese in alternanza alle immagini del paese: montagne, pianure, strade, gabbiani, pescatori, vulcani, l'immagine ricorrente di un uomo sdraiato su un prato. Queste immagini serene sono disturbate dalle riprese di un cimitero con in sovrimpressione bambini che scappano spaventati al suono di una sirena (in Cile al tempo c'era ancora la dittatura di Pinochet).
Solo è un altro video di danza. È prodotto per una trasmissione televisiva spagnola (RTVE) El arte del video: quattordici puntate tematiche trasmesse alla televisione sulla storia della videoarte. Ogni puntata prevede la produzione di un video inedito di un artista importante del periodo. Il video di Cahen riprende la coreografia del francese Bernardo Montet ispirata a un brano musicale di Michèle Bokanowski. Si tratta di un assolo eseguito in una piccola arena. Il trattamento delle immagini include un forte rallentamento contrapposto a velocità normale, e immagini astratte contrapposte a primissimi piani.

### Anni '90
Questo decennio ma soprattutto quello che segue è caratterizzato per Cahen dalla scoperta della video installazione alla quale si avvicina prima timidamente per poi lavorarci in modo quasi prevalente. Un altro comune denominatore sono i viaggi, in luoghi sempre più lontani. Infine, gli anni Novanta vedono l'avvento delle telecamere digitali.
Nei primi anni troviamo molte opere commissionate da importanti istituzioni. Come Rodin/Fragments, che è del 1990 ed è commissionato dal Musée d'Orsay per una mostra sulla frammentarietà dell'arte. E sempre nello stesso anno realizza 16 brevi video di un minuto ciascuno per le opere del Centre Pompidou. L'intera serie a cui partecipano anche altri artisti si chiama La collection. Cahen sceglie opere di Matisse, Braque, Man Ray, Calder, Klee, Giacometti, Christo, Duchamp, Yves Klein.
Ancora del 1990 è il video On the bridge, un lavoro per Channel Four (UK), concepito come intermezzo. È girato a Glasgow e riprende cento persone che vengono incontro allo spettatore su di un ponte: una volta vicine pronunciano il proprio nome. Vi troviamo effetti di rallentamento, di sparizione e apparizione. La folla in un secondo tempo, sempre sul ponte, torna indietro, ma non è un effetto, come lo spettatore sarebbe tentato di credere: le persone camminano veramente all'indietro.
Sempre del 1990 è L'île mystérieuse. In occasione del decennale del Festival franco-cileno di video arte, Cahen torna in Cile dove rimane alcuni mesi per girare la seconda parte di Chili impressions. Il video questa volta è girato sull'Isola di Pasqua.

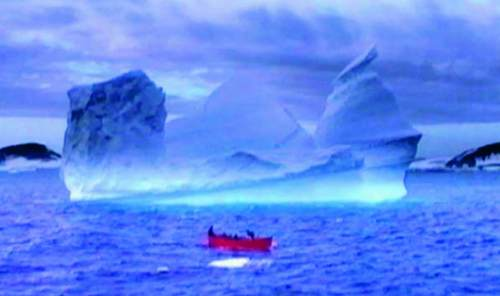
Voyage d'hiver

Dalla fine del 1991 al febbraio '92 Cahen va in Antartide e nel 1993 realizza Voyage d'hiver, un video caratterizzato in modo quasi prepotente dal bianco dei ghiacciai, dal mare, dal cielo. Ci sono due attori, vestiti di giallo che, tenendosi per mano, attraversano il deserto di neve in modo incerto. In sovrapposizione l'immagine del volto di una bambina.
Il Comune di Pisa e altri enti della città nel 1993 gli commissionano un video sulla notte della Luminara, la festa del patrono della città. Durante la Luminara tutti i palazzi che si affacciano sul fiume Arno vengono incorniciati da candele; al termine della festa ci sono i fuochi d'artificio. Il video girato da Cahen si intitola La notte delle bugie e riprende con telecamera a mano la moltitudine delle persone scese in strada per la festa. La luce è quella naturale delle candele, e i rumori sono quelli d'ambiente. Il video non spiega niente della festa, mostra semplicemente quello che sta accadendo.
Seguono tre video installazioni. La prima è del 1994, Le souffle du temps. Viene presentata al Festival Internacional de arte eletrônica Videobrasil a San Paolo. L'installazione è costituita da candele vere accese disposte in cerchio intorno ad un monitor rivolto verso l'alto con l'immagine di una candela, e altri monitor più piccoli intorno. Le candele si spengono e si riaccendono. Nel 1995 è la volta di una video installazione permanente, nel quartiere moderno di Euralille, nella città francese di Lilla. Sono ventinove schermi video di formati differenti incastrati in un muro lungo una strada pedonale. Mostrano in alternanza le Cartes postales e immagini in diretta trasmesse da due telecamere posizionate nelle vicinanze. Si tratta anche della prima video installazione permanente su suolo pubblico realizzata in Francia. Paysages/Passages del 1996 è una video installazione inserita nella da poco inaugurata Cité de la musique di Parigi. Sono dodici monitor di dimensioni diverse collocati lungo un muro. Sotto ogni monitor c'è un altoparlante. Le immagini dei monitor mostrano un treno e i paesaggi che possono essere intravisti dal treno.

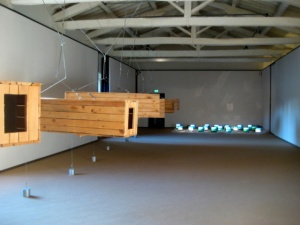
Sept visions fugitives, Fondazione Ragghianti, Lucca

Sept visions fugitives è del 1995 ed è girato in Cina durante un soggiorno di un mese in mezzo durante il quale Cahen si muove tra varie città e villaggi. Dura in tutto 35 minuti e si è potuto realizzare grazie anche al sostegno produttivo del canale francotedesco ARTE. Ogni "visione" è un corto di 5 minuti ciascuno. Grazie all'avvento delle telecamere digitali è Cahen stesso che fa le riprese, mentre prima si era avvalso di operatori professionisti. Ne viene fatta anche un'installazione, che prevede sette lunghe casse di legno in cui viene inserito da un lato un monitor e un'apertura sul lato opposto dal quale a turno lo spettatore può guardare ciascuna visione fuggitiva.
Corps flottants (1997). Girato in Giappone in una zona termale con sorgenti e vasche d'acqua calda all'aperto, il video prende spunto da un romanzo giapponese del 1906, Kasamakura di Sôseki (titolo italiano: Guanciale d'erbe). Protagonista del romanzo, come del video di Cahen, è il paesaggio. Nel romanzo, un pittore intraprende un viaggio per riflettere sulla propria arte e sul paesaggio che lo circonda. Nel video, oltre alle immagini del paesaggio si vedono i corpi dei bagnanti immersi nei vapori delle vasche d'acqua calda.
Tombe è del 1997 ed è una video installazione. Su di un grosso schermo verticale azzurro con cornice di legno, che evoca la dimensione pittorica, lo spettatore assiste alla caduta di oggetti a rallentatore («tombe» in francese significa «cade»). Gli oggetti cadono nell'acqua e spariscono. Gli oggetti sono legati alla memoria, come giocattoli, una stoffa bianca, una carota, una maschera africana, una sedia, ma anche un corpo di donna.

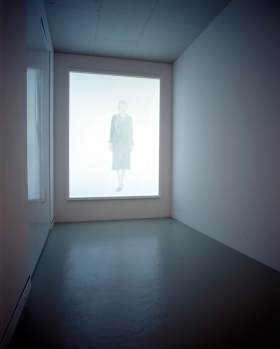
Traverse

### Anni 2000
Dai primi anni del 2000, Robert Cahen si dedica soprattutto alla creazione di video installazioni.
Nel 2002 riprende l'installazione Tombe ma al posto degli oggetti, Cahen mette le parole. La nuova installazione si chiama Tombe avec les mots. Le parole si riferiscono a idee e concetti (libertà, essere, vivere, tempo, paesaggio), a viaggi (partire, locomotiva), al tempo (lentamente), al quotidiano (donna, ebreo, mango).
Sempre del 2002 è Traverse. Si tratta di un proiezione verticale incorniciata come un quadro. Alcune persone, uomini, donne e bambini, una per volta, appaiono in lontananza da una specie di nebbia e vengono incontro allo spettatore, lo guardano e poi tornano indietro sparendo di nuovo nella nebbia.
Nel 2004 Cahen riprende in mano le immagini del suo video Voyage d'hiver e ne fa una video installazione dal nome Paysages d'hiver composto da una doppia proiezione.

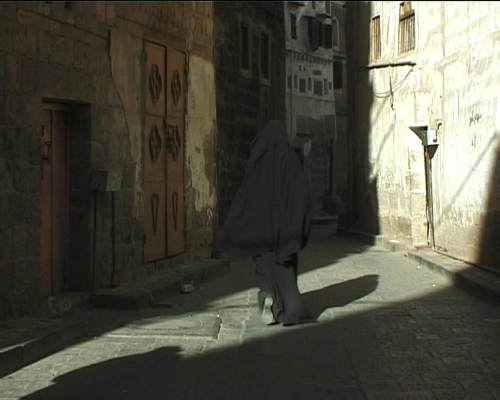
Sanaa, passages en noir

Del 2007 è Sanaa passages en noir. Cahen con una telecamera fissa su un angolo di strada registra i transiti in un vicolo di Sanaa, capitale dello Yemen. Vengono riprese soprattutto figure femminili con il fluttuare delle lunghe vesti nere che le coprono completamente e che passano davanti alla telecamera. In questo caso, non ha lavorato su suoni d'ambiente ma come colonna sonora ha scelto una composizione di Johann Sebastian Bach.
Françoise en mémoire è del 2009 e ritrae la sorella anziana dell'autore, sempre in primissimo piano. Completa la video installazione una serie di parole singole e frasi proiettate per terra sotto al ritratto. Cahen ha realizzato quest'opera in seguito all'incontro con Paul Pevet, direttore dell'Istituto di Ricerca di Neuroscienze di Strasburgo. Cahen era particolarmente interessato agli studi sulla memoria e sulle malattie neuro-degenerative come l'Alzheimer.

## Temi ricorrenti
Il paesaggio, il treno, il viaggio, le città, il contrasto mobile/immobile, il rapporto con la musica e i rumori, il contrasto tra velocità e rallentamento.

## Lista delle opere
- Portrait de famille, film 16 mm, 23', 1971
- Poupées... qu'on les appelle, film 35 mm, 13', 1972
- Immages du Carnaval du Bale, film super 8, 23', 1973
- L'invitation au voyage, video, 9', 1973
- Karine, film 16 mm, 8'19", 1976
- Ici repose, film 35 mm, 6', 1977
- Sans titre, video, 13', 1977
- Sur le quai, film 16 mm, 10', 1978
- Trompe l'oeil, video, 7'30", 1979
- Horizontales couleurs, video, 14', 1979
- Arrêt sur marche, film 35 mm, 8'30", 1979
- L'eclipse, video, 3', 1979
- L'entr'aperçu, video, 9', 1980
- Artmatic, video, 4'15", 1980
- La gare de Lyon, film 16 mm, 17', 1980
- Le Musée Gustave Moreau, film 16 mm, 12', 1980
- À propos d'“Un célibataire à Paris” film 16 mm, 11', 1982
- Nuage noir, video, 2'30", 1982
- Place de la Concorde, video, 53", 1982
- L'oubliée, video, 5', 1982
- L'envers du décor, video 11', 1982
- La recherche instrumentale à l'IRCAM, video, 17', 1983
- Juste le temps, video, 13', 1983
- La danse de l'épervier, video, 13', 1984
- Paysages, videoinstallazione, 1984
- Boulez-Répons, video, 43', 1985
- Cartes postales vidéo, video, 450 x 30", 1984-86
- Regards/Danse, video, 11', 1986
- Parti sans laisser d'adresse, video, 14', 1986
- Parcelle de ciel, video, 18', 1987 Instantanés, video, 9', 1987
- Montenvers et mer de glace, video, 8', 1987
- Dernier adieu, video, 6', 1988
- Le deuxième jour, video, 8', 1988
- Chili impressions, video, 12'30", 1989
- La Tour Effeil, video, 1', 1989
- Hong Kong song, video, 21', 1989
- Solo, video, 4', 1989
- Rodin/Fragments, film 35 mm, 20', 1990
- La collection, video, 16 x 1'40", 1990
- On the bridge, video, 4', 1990
- L'île mysterieuse, video, 14', 1991
- Latitude 43, video, 8', 1991
- La notte delle bugie, video, 11', 1993
- Voyage d'hiver, video, 18'40", 1993
- Le souffle du temps, videoinstallazione, 1994
- 7 visions fugitives, video, 35', 1995
- Allée de Liège, Euralille, videoinstallazione permanente, 1995
- 7 Musée d'un coup, Musée Historique de Mulhouse, videoinstallazione permanente, 1995
- Corps flottants, video, 13', 1997
- Paysages/Passage, videoinstallazione, 1997
- Sept visions, videoinstallazione, 1995-97
- Suaire, videoinstallazione, 1997
- Tombe, videoinstallazione, 1997
- Compositeurs à l'écoute, video, 31', 1998
- Tombe (avec les mots), videoinstallazione, 2000
- Canton, la Chinoise, video, 52', 2001
- Traverses, videoinstallazione, 2002
- L'étreinte, video, 8', 2003
- Pluie de mots, videoinstallazione, 2003
- HWK, ou les cicatrices de l'invisible, videoinstallazione, 2004
- Plus loin que la nuit, video, 13', 2005
- Paysages d'hiver, videoinstallazione, 2005
- Le Cercle, videoinstallazione, 2005
- Changer le regard, video, 8'30", 2007
- Blind song, video, 4', 2007
- Sanaa, passages en noir, videoinstallazione, 2007
- Vélochine, videoinstallazione, 2007
- Françoise en mémoire, videoinstallazione, 2008
- Attention ça tourne!, videoinstallazione, 2008